# Mùa bão khu vực Úc 2018–19

Mùa bão lốc xoáy khu vực Úc 2018 là giai đoạn trong năm khi hầu hết các cơn bão nhiệt đới hình thành ở Nam Ấn Độ Dương và Thái Bình Dương giữa 90°Đ và 160°Đ. Mùa chính thức bắt đầu vào ngày 1 tháng 11 năm 2018 và sẽ kéo dài đến ngày 30 tháng 4 năm 2019, tuy nhiên, một cơn bão nhiệt đới có thể hình thành bất cứ lúc nào trong khoảng thời gian từ ngày 1 tháng 7 năm 2018 đến ngày 30 tháng 6 năm 2019 và sẽ được tính vào tổng mùa. Trong mùa, các cơn bão nhiệt đới sẽ được giám sát chính thức, bởi một trong năm Trung tâm Cảnh báo Bão nhiệt đới (TCWC) hoạt động tại khu vực này. Ba trong số năm trung tâm được điều hành bởi Cục Khí tượng học Úc (BoM) tại Perth, Darwin và Brisbane, trong khi hai trung tâm còn lại được điều hành bởi Dịch vụ thời tiết quốc gia Papua New Guinea ở Port Moresby và Cơ quan khí tượng, khí hậu học Indonesia và Địa vật lý ở Jakarta, Indonesia. Trung tâm Cảnh báo Bão chung Hoa Kỳ (JTWC) và các dịch vụ khí tượng quốc gia khác bao gồm Météo-France cũng sẽ giám sát lưu vực trong mùa.

## Dự báo mùa bão
Trong tháng 10, trước mùa bão nhiệt đới, Cục Khí tượng đã ban hành triển vọng bão nhiệt đới cho mùa 2018-19 sắp tới, sẽ chính thức diễn ra từ ngày 1 tháng 11 năm 2018 đến ngày 30 tháng 4 năm 2019. Dự báo theo mùa được đưa ra cho toàn lưu vực, cũng như các khu vực Đông, Bắc và Tây và tiểu vùng Tây Bắc. Các dự báo đã tính đến các yếu tố khác nhau, bao gồm các điều kiện El Niño trung tính đến yếu nhất đã được quan sát thấy ở vùng biển nhiệt đới Thái Bình Dương. Các triển vọng cho thấy rằng hoạt động trong lưu vực nói chung, cũng như đối với từng khu vực riêng lẻ của nó, sẽ ở gần mức dưới trung bình. Đối với khu vực phương Tây trong khoảng từ 90 ° E đến 125 ° E, BOM dự báo rằng khu vực này cũng sẽ thấy hoạt động dưới mức trung bình là 7, với khả năng 56% số cơn bão nhiệt đới dưới trung bình xảy ra. TCWC Perth cũng lưu ý rằng có khả năng có hai cơn bão nhiệt đới và khả năng đáng kể có ít nhất một cơn bão nhiệt đới nghiêm trọng ảnh hưởng đến Tây Úc. Đối với tiểu vùng Tây Bắc nằm trong khoảng 105 ° E đến 130 ° E, dự đoán rằng hoạt động sẽ ở trên mức trung bình, với 41% khả năng xảy ra hoạt động lốc xoáy nhiệt đới dưới trung bình.Lãnh thổ phía Bắc, được xác định là nằm trong khoảng từ 125 ° E đến 142,5 ° E, có 54% cơ hội của một mùa trên trung bình. Khu vực phía Đông nằm trong khoảng từ 142,5 ° E đến 160 ° E được dự đoán sẽ có mùa bão nhiệt đới gần như bình thường, với khả năng hoạt động của cơn bão nhiệt đới dưới trung bình là 60%.

## Các hệ thống xoáy thuận nhiệt đới

### Bão Owen
Cục Khí tượng Úc lưu ý vào ngày 29 tháng 11 rằng một hệ thống áp suất thấp nằm trên Quần đảo Solomon đã phát triển thành một vùng nhiệt đới thấp. Ngày hôm sau, khi hệ thống tiếp cận đảo Tagula trên đường phía tây nam, Trung tâm Cảnh báo Bão chung đã đưa ra cảnh báo hình thành bão nhiệt đới khi hệ thống được cải thiện trong tổ chức. Được thúc đẩy bởi nhiệt độ mặt nước biển ấm áp của Biển San Hô và được hỗ trợ bởi các kênh chảy ra trên tuyệt vời, vùng nhiệt đới thấp tiếp tục mạnh lên. Vào lúc 06:00 UTC ngày 2 tháng 12, Cục Khí tượng đã nâng cấp hệ thống thành cơn bão nhiệt đới loại 1 theo quy mô của Úc và đặt tên là 'Owen', biến nó thành cơn bão nhiệt đới đầu tiên hình thành trong lưu vực trong mùa. Owen suy yếu nhanh chóng vào ngày 4 tháng 12 và bị hạ xuống mức thấp nhiệt đới.
Owen tiếp tục đi về phía tây qua Biển San hô như một vùng nhiệt đới thấp và đã đổ bộ xuống phía bắc Cardwell, Queensland vào đầu ngày 10 tháng 12. Sau khi vào Vịnh Carpentaria và tổ chức lại, Owen đã tái lập cường độ loại 1 vào ngày 11 tháng 12. Cơn bão sau đó đã hoàn thành một vòng lặp chống bão và quay trở lại phía đông. Owen dần bắt đầu mạnh lên, đạt cực đại như một cơn bão nhiệt đới nghiêm trọng cấp 3 với sức gió duy trì tối đa 10 phút là 150 km / giờ (90 dặm / giờ). Owen đã đổ bộ gần Kowanyama vào đầu ngày 15 tháng 12 như một cơn bão nhiệt đới nghiêm trọng cấp 3 cấp thấp và dần dần suy yếu ở đó sau đó do tương tác đất liền. Chiều hôm đó, Owen bị hạ xuống mức thấp nhiệt đới, với hệ thống dự kiến sẽ di chuyển ra biển.
Trong cơn bão đi qua phía bắc Queensland, Owen đã tạo ra lượng mưa ổn định trên toàn khu vực, với tổng số cao nhất được dự đoán cho bờ biển phía đông so với các phần phía tây nam của bang. Innisfail đã ghi nhận tổng lượng mưa hàng ngày là 149 milimét (5,9 in) vào ngày 15 tháng 12, với Cowley Beach ghi 135 mm (5,3 in), đập Copperlode ở phía tây thành phố Cairns ghi 130 mm (5,1 in) và Mission Beach ghi 98 mm (3,9 trong).

### Bão Kenanga
Vào ngày 14 tháng 12, một vùng nhiệt đới thấp hình thành ở phía tây nam Sumatra. Sau một thời gian củng cố, nó đã nhận được cái tên Kenanga khi nó theo dõi về phía tây nam. Tiếp tục di chuyển theo hướng này, hệ thống đã thoát khỏi lưu vực vào ngày 16 tháng 12 và sau đó mạnh lên thành một cơn bão xoáy nhiệt đới dữ dội ở lưu vực Tây Nam Ấn Độ Dương .

### Bão Penny
Trong một hoạt động cuối tháng 12 về sự hình thành nhiệt đới thấp, Cục Khí tượng đã ghi nhận sự phát triển của một vùng nhiệt đới yếu thứ ba trong rãnh gió mùa kéo dài từ vùng biển nhiệt đới của Biển San Hô ở phía đông, đến Biển Timor ở phía tây. Sự hồi sinh của hoạt động đối lưu gió mùa và liên quan trong khu vực có liên quan đến một xung cường độ vừa phải của Dao động Madden - Julian di chuyển về phía đông trên lục địa Hàng hải. Vùng nhiệt đới thấp, được chỉ định chính thức là 07U, nằm gần bờ biển phía đông của Bán đảo Cape York và được Cục Khí tượng đánh giá là có khả năng tăng cường cường độ bão nhiệt đới trong vòng ba ngày tới, nhờ vào môi trường khí quyển thuận lợi.
Nhiệt đới thấp 07U theo dõi từ từ về phía tây, và đi qua bờ biển phía đông của bán đảo Cape York vào ngày 30 tháng 12, phía nam thị trấn sông Lockhart. Tại thời điểm này, Cục Khí tượng đã ban hành bản đồ tư vấn và dự báo theo dõi bão nhiệt đới đầu tiên liên quan đến hệ thống. Duy trì chuyển động về phía tây, hệ thống đã nổi lên trên Vịnh Carpentaria vào sáng sớm ngày 31 tháng 12, băng qua bờ biển Queensland giữa Aurukun và Weipa, nơi có điều kiện thuận lợi thúc đẩy tăng cường. [37] Nhiệt đới thấp 07U quay về hướng đông vào khoảng giữa trưa ngày 31 tháng 12 và tiến tới cường độ thành một cơn bão nhiệt đới loại 1 ở quy mô Úc vài giờ sau đó, được Cục Khí tượng học đặt tên là ‘Penny.
Bão nhiệt đới Penny đã đổ bộ vào bờ biển phía tây bán đảo Cape York ngay phía nam Weipa vào khoảng 15:30 giờ địa phương vào ngày 1 tháng 1, tạo ra sức gió tối đa trong mười phút là 75 km / h (45 dặm / giờ) gần trung tâm. Hệ thống bắt đầu suy yếu khi theo dõi trên đất liền, và bị hạ xuống mức thấp nhiệt đới mạnh vài giờ sau đó, với những cơn gió bão nhiệt đới kéo dài vẫn tồn tại trong hệ thống bán nguyệt phía tây. Đảo thứ năm ở eo biển Torres đã ghi nhận những cơn gió kéo dài mười phút với tốc độ ít nhất 41 km / giờ (25 dặm / giờ) trong thời gian hơn 17 giờ trong khi hệ thống di chuyển về phía đông qua Bán đảo Cape York, bao gồm những cơn gió duy trì lên tới 65 km / h (40 dặm / giờ) và gió giật đến 91 km / giờ (56 dặm / giờ). Bão nhiệt đới Penny đã vượt qua bờ biển phía đông của Far North Queensland tại sông Lockhart vào đầu giờ sáng hôm sau, đưa hệ thống qua vùng nước ấm của Biển San Hô lần thứ hai.
Bão nhiệt đới Penny đã theo dõi nhanh chóng về phía đông qua Biển San hô trong khi lấy lại cấu trúc tổ chức và đối lưu đã bị xói mòn do tương tác đất liền trên Bán đảo Cape York. Vào lúc 06:00 UTC ngày 2 tháng 1, Cục Khí tượng đã đánh giá hệ thống này đã lấy lại cấu trúc và cường độ bão nhiệt đới, và nâng cấp nó thành một cơn bão nhiệt đới loại 1.

## Hệ thống áp suất thấp nhiệt đới
- Vào ngày 24 tháng 9,hệ thống áp suất thấp yếu dự kiến phát triển về phía Đông Bắc xa xôi của khu vực Úc[18],khu vực giám sát chính thức của Bo.Hệ thống di chuyển về phía đông nam vào những ngày sau đó,và đến ngày 26 tháng 9 nó được phân loại là ATNĐ bởi Dịch vụ khí tượng Fiji[19],trong khi nằm trên ranh giới giữa khu vực Úc và khu vực Nam Thái Bình Dương.Khi vào tới Nam Thái Bình Dương,hệ thống đã được nâng cấp lên thành xoáy thuận nhiệt đới cũng bởi Fiji.Hệ thống quay về hướng tây và quay trở lại khu vực Úc,nhưng được đánh giá là đã suy yếu thành ATNĐ trước khi ra khỏi khu vực Nam Thái Bình Dương.Sau khi trở lại Úc,hệ thống tiếp tục suy thoái do điều kiện khí quyển không thuận lợi và nhiệt độ nước biển mát mẻ vào đầu mùa xuân.Hệ thống tiêu tan trên biển thuộc khu vực Úc vào ngày 29.
- Một hệ thống áp suất thấp yếu được phát triển ở vùng Ấn Độ Dương xích đạo thuộc khu vực trách nhiệm của khí tượng Pháp vào ngày 1 tháng 11 và di chuyển chậm về phía đông trong vài ngày sau đó trong khi có dấu hiệu tăng cường.[20] Cuối ngày 9 tháng 11, khi áp thấp tiền thân đang phát triển đối với Bão lốc nghiêm trọng Gaja ở Vịnh Bengal đã di chuyển xa hơn và sự hội tụ luồng không khí ở mức độ thấp cạnh tranh liên quan đến nó đã giảm đi[21], xáo trộn bởi Météo-France. Ngay sau đó, hệ thống đã vượt qua kinh tuyến thứ 90 ở phía đông và đi vào khu vực Úc, nơi nó được TCWC Jakarta phân loại là áp thấp nhiệt đới vào ngày 10 tháng 11 theo giờ địa phương[22]. Sau đó cùng ngày, JTWC đã đánh giá mức độ phát triển thấp khi đạt được trạng thái bão nhiệt đới trên Thang gió bão Saffir-Simpson và giao cho hệ thống chỉ định không chính thức 04S[23]. Vài giờ sau, lúc 10:00 UTC, hệ thống di chuyển về phía tây và quay trở lại lưu vực Tây Nam Ấn Độ Dương,[24] nơi nó có được tên 'Bouchra' từ Pháp và trải qua giai đoạn mười hai giờ tăng cường nhanh chóng đến tình trạng bão nhiệt đới nghiêm trọng[25]. Sau khi uốn khúc ở phía tây biên giới Tây Nam Ấn Độ Dương trong một số ngày, hệ thống đã quay trở lại khu vực Úc vào cuối ngày 12 tháng 11[26]. Ở giai đoạn này, hệ thống đã suy yếu đáng kể từ cường độ cực đại của nó, và chỉ ở cường độ thấp nhiệt đới[27]. Tuy nhiên, thời gian cư trú trong lưu vực Úc đã được chứng minh là ngắn ngủi một lần nữa, tuy nhiên, với khí tượng Pháp chỉ ra rằng tàn dư sau Bourcha đã quay trở lại vùng cực đông của khu vực trách nhiệm của họ vào đầu ngày 13 tháng 11[26]. Ngay ngày hôm sau, Cục Khí tượng Úc lưu ý rằng hệ thống đã một lần nữa quay trở lại lưu vực Úc và nằm cách quần đảo Cocos khoảng 1000 km về phía tây bắc, đánh dấu thời kỳ nhiệt đới thấp thứ ba của khu vực Úc chỉ trong năm ngày.[28]
- Vào sáng ngày 14 tháng 11, Cục Khí tượng đã ghi nhận sự phát triển của một vùng nhiệt đới thấp trong một khu vực giông bão nằm cách đảo Giáng sinh khoảng 490 km (305 dặm) về phía tây bắc. Nằm trên vùng nước ấm của Ấn Độ Dương ngoài khơi bờ biển Java, hệ thống này được dự báo sẽ theo dõi về phía đông nam trong những ngày tiếp theo và được đánh giá là có cơ hội phát triển thành một cơn bão nhiệt đới vừa phải. Nhiệt độ thấp được theo dõi theo hướng nam-nam nói chung trong vài ngày sau đó, nhưng vẫn ở dưới cường độ bão nhiệt đới do điều kiện khí quyển không thuận lợi cho sự phát sinh của chu kỳ.[28]
- Vào ngày 9 tháng 12, Cục Khí tượng học đã công bố sự phát triển của một vùng áp thấp nhiệt đới yếu từ hệ thống áp suất thấp di chuyển về phía tây qua Biển San hô giữa phía đông, nằm cách thị trấn Townsville khoảng 1100 km (680 dặm) về phía đông bắc.[29]
- Vào ngày 27 tháng 12, Cục Khí tượng chỉ ra rằng một vùng nhiệt đới yếu đã phát triển trên Biển Timor, cách phía tây Darwin khoảng 490 km (305 dặm). Theo dự báo chính thức, nhiệt đới thấp đã không mạnh lên và tan dần vào ngày 28 tháng 12.[30]
- Một vùng nhiệt đới yếu phát triển trong một rãnh gió mùa trải dài trên Biển San hô phía bắc vào ngày 28 tháng 12, nằm ở phía đông bắc của Vùng phía Đông, gần phía Nam Quần đảo Solomon.[10] Hệ thống đã uốn khúc trong vài ngày mà không có sự tăng cường đáng chú ý nào, trước khi di chuyển chậm về phía đông ra khỏi khu vực Úc vào cuối ngày 31 tháng 12.[31] Khi vào lưu vực Nam Thái Bình Dương, hệ thống này đã được Dịch vụ Khí tượng Fiji phân loại là nhiễu động 04F. Hệ thống này sau đó đã tăng cường thành xoáy thuận nhiệt đới Mona vào ngày 2 tháng 1.
- Một vùng nhiệt đới thấp thứ ba ở khu vực phía Đông trong hai ngày được Cục Khí tượng ghi nhận vào ngày 29 tháng 12, nằm ở phía nam đảo Papua New Guinea, Tagula.[32] Hệ thống đã được chứng minh là tồn tại trong thời gian ngắn, tuy nhiên, tiêu tan như một hệ thống nhiệt đới vào ngày hôm sau.[33]
- Vào ngày 30 tháng 12, một vùng nhiệt đới yếu phát triển trên Ấn Độ Dương, phía nam đảo Java chính của Indonesia.[34] Điều kiện khí quyển không thuận lợi cho sự phát triển đáng kể của hệ thống, tuy nhiên, và do đó, nhiệt đới thấp không tăng cường. Hệ thống uốn khúc ở phía nam Indonesia trước khi tan vào ngày 2 tháng 1.[35]
- Vào ngày 22 tháng 1, một áp suất thấp hình thành ở Biển San Hô và Phòng thí nghiệm Nghiên cứu Hải quân Hoa Kỳ đã đưa ra số hiệu 95P. Vào ngày 24 tháng 1, Cục khí tượng quốc gia Úc đã nâng cấp nó thành áp thấp nhiệt đới với số hiệu 13U. Vào buổi tối cùng ngày, Trung tâm Cảnh báo Bão chung đã đưa ra cảnh báo về việc hình thành cơn bão nhiệt đới.Khi hệ thống đổ bộ trên bán đảo Cape York vào chiều ngày 26 tháng 1, Trung tâm Cảnh báo Bão Liên hợp đã hủy cảnh báo bão nhiệt đới lúc 1:30 chiều và hạ cơ hội phát triển xuống "trung bình" và hủy bỏ việc phân loại vào lúc 2 giờ chiều hôm sau ngày và cho rằng nó đã tiêu tan.[cần dẫn nguồn]